# 響宴
21世紀の吹奏楽 “響宴”（にじゅういっせいきのすいそうがく “きょうえん”）は、毎年3月に東京のコンサートホールで開催される、日本の作曲者・演奏者・出版社による吹奏楽のイベント。

## 概要
音楽界における吹奏楽の認知、新しいレパートリーの創出、 作曲者・演奏者・出版界の相互発展を目的に、1998年に“21世紀の吹奏楽”実行委員会が設立された。
近年、少子化などによるバンドの人数減少により、少人数でも演奏可能なレパートリーを増やすため、2014年の第17回大会からスクールバンド・プロジェクトを発足。2016年の第19回大会から小編成レパートリー・プロジェクトを立ち上げ、「少人数・小編成・フレキシブル編成」の作品を多く取り上げている。

## 開催会場・期日一覧
| 回 | 日程                  | 会場                        |
| -- | --------------------- | --------------------------- |
| 1  | 1998年3月8日(日)      | 東京国際フォーラム ホールC  |
| 2  | 1999年2月11日(木・祝) | 東京国際フォーラム ホールC  |
| 3  | 2000年3月19日(日)     | 東京文化会館 大ホール       |
| 4  | 2001年3月4日(日)      | 東京芸術劇場 大ホール       |
| 5  | 2002年3月10日(日)     | 東京芸術劇場 大ホール       |
| 6  | 2003年3月16日(日)     | 東京芸術劇場 大ホール       |
| 7  | 2004年3月14日(日)     | 東京芸術劇場 大ホール       |
| 8  | 2005年3月20日(日)     | 東京芸術劇場 大ホール       |
| 9  | 2006年3月5日(日)      | 東京芸術劇場 大ホール       |
| 10 | 2007年3月18日(日)     | 東京芸術劇場 大ホール       |
| 11 | 2008年3月9日(日)      | 東京芸術劇場 大ホール       |
| 12 | 2009年3月15日(日)     | 東京芸術劇場 大ホール       |
| 13 | 2010年3月22日(日)     | 東京芸術劇場 大ホール       |
| 14 | 2011年3月21日(月・祝) | 文京シビックホール 大ホール |
| 14 | 2011年6月25日(土)     | 文京シビックホール 大ホール |
| 15 | 2012年3月11日(日)     | 文京シビックホール 大ホール |
| 16 | 2013年3月10日(日)     | 文京シビックホール 大ホール |
| 17 | 2014年3月16日(日)     | 文京シビックホール 大ホール |
| 18 | 2015年3月8日(日)      | 文京シビックホール 大ホール |
| 19 | 2016年3月13日(日)     | 文京シビックホール 大ホール |
| 20 | 2017年3月19日(日)     | 文京シビックホール 大ホール |
| 21 | 2018年3月11日(日)     | 文京シビックホール 大ホール |
| 22 | 2019年3月10日(日)     | 文京シビックホール 大ホール |
| 23 | 2020年3月8日(日)      |                             |
| 23 | 2021年3月7日(日)      |                             |
| 23 | 2022年3月13日(日）    | さいたま市文化センター      |
| 24 | 2023年3月5日(日)      | 文京シビックホール 大ホール |
| 25 | 2024年3月10日(日)     | 文京シビックホール 大ホール |
| 26 | 2025年3月16日(日)     | 文京シビックホール 大ホール |

## 選曲委員会・司会一覧
- 選曲委員会の太字の名前は選曲委員長、及びそれぞれの名前の後の（数字）は、委員会を務めた回数を示す。

| 回 | 選曲委員会 | 司会                                    |
| -- | --- | --------------------------------------- |
| 1  | （なし） | 清水英恵                                |
| 2  | 小澤俊朗（1）、小長谷宗一（1）、林紀人（1）、近藤久敦（1）、飯島俊成（1）、佐藤正人（1）                                                                | 前半の司会:近藤久敦、 後半の司会:林紀人 |
| 3  | 近藤久敦（2）、楊鴻泰（1）、稲垣征夫（1）、高橋徹 (指揮者)（1）、金崎守（1）、小澤俊朗（2）、小長谷宗一（2）、林紀人（2）、飯島俊成（2）、佐藤正人（2） | 総合司会:賀内隆弘、 司会:高橋徹         |
| 4  | 近藤久敦（3）、佐藤正人（3）、楊鴻泰（2）、高橋徹（2）、若林義人（1）、小澤俊朗（3）、小長谷宗一（3）、林紀人（3）、飯島俊成（3）                       | 賀内隆弘                                |
| 5  | 佐藤正人（4）、楊鴻泰（3）、高橋徹（3）、森島洋一（1）、小澤俊朗（4）、小長谷宗一（4）、林紀人（4）、飯島俊成（4）                                      | 賀内隆弘                                |
| 6  | 小長谷宗一（5）、楊鴻泰（4）、高橋徹（4）、佐川聖二（1）、小澤俊朗（5）、佐藤正人（5）、林紀人（5）、飯島俊成（5）                                      | 賀内隆弘                                |
| 7  | 飯島俊成（6）、楊鴻泰（5）、高橋徹（5）、保科洋（1）、小澤俊朗（6）、佐藤正人（6）、林紀人（6）、小長谷宗一（6）                                        | 賀内隆弘                                |
| 8  | 保科洋（2）、楊鴻泰（6）、高橋徹（6）、小澤俊朗（7）、佐藤正人（7）、林紀人（7）、田中賢（1）、森田一浩（1）、福本信太郎（1）                           | 賀内隆弘                                |
| 9  | 田中賢（2）、田村文生（1）、寺井尚行（1）、若林義人（2）、小澤俊朗（8）、佐藤正人（8）、林紀人（8）、福本信太郎（2）                                    | 賀内隆弘                                |
| 10 | 保科洋（3）、田中賢（3）、田村文生（2）、寺井尚行（2）、若林義人（3）、小澤俊朗（9）、佐藤正人（9）、林紀人（9）、福本信太郎（3）                       | 賀内隆弘                                |
| 11 | 保科洋（4）、寺井尚行（3）、若林義人（4）、小澤俊朗（10）、林紀人（10）、小長谷宗一（7）、佐藤正人（10）、福本信太郎（4）                               | 賀内隆弘                                |
| 12 | 林紀人（11）、保科洋（5）、寺井尚行（4）、小澤俊朗（11）、佐川聖二（2）、佐藤正人（11）、福本信太郎（5）                                                | 賀内隆弘                                |
| 13 | 保科洋（6）、林紀人（12）、小澤俊朗（12）、寺井尚行（5）、森島洋一（2）、小野川昭博（1）、星出尚志（1）、佐藤正人（12）、福本信太郎（6）                | 賀内隆弘                                |
| 14 | 飯島俊成（7）、林紀人（13）、小澤俊朗（13）、田中賢（4）、後藤洋（1）、小野川昭博（2）、星出尚志（2）、佐藤正人（13）、福本信太郎（7）                  | 賀内隆弘                                |
| 15 | 後藤洋（2）、三浦徹（1）、小野川昭博（3）、星出尚志（3）、長生淳（1）、小澤俊朗（14）、佐藤正人（14）、福本信太郎（8）、広瀬勇人（1）                   | 賀内隆弘                                |
| 16 | 後藤洋（3）、林紀人（14）、三浦徹（2）、菊池幸夫（1）、小野川昭博（4）、長生淳（2）、広瀬勇人（2）、佐藤正人（15）、飯島俊成（8）                       | 賀内隆弘                                |
| 17 | 後藤洋（4）、林紀人（15）、三浦徹（3）、菊池幸夫（2）、飯島俊成（9）、佐藤正人（16）、福本信太郎（9）、広瀬勇人（3）、中橋愛生（1）                     | 賀内隆弘                                |
| 18 | 後藤洋（5）、小澤俊朗（15）、小長谷宗一（8）、林紀人（16）、佐藤正人（17）、小野川昭博（5）、福本信太郎（10）、広瀬勇人（4）、中橋愛生（2）             | 賀内隆弘                                |
| 19 | 中橋愛生（3）、小澤俊朗(16)、林紀人(17)、後藤洋（6）、佐藤正人（18）、長生淳（3) 、福島弘和（1）、福本信太郎（11）、広瀬勇人（5）                       | 賀内隆弘                                |
| 20 | 後藤洋（7）、林紀人（18）、天野正道（1）、星出尚志（4）、長生淳（4）、高昌帥（1）、中村俊哉（1）、福本信太郎（12）、佐藤正人（19）                      | 賀内隆弘                                |
| 21 | 小長谷宗一（9）、林紀人（19）、後藤洋（8）、中村俊哉（2）、福本信太郎（13）、甘粕宏和（1）、広瀬勇人（6）、高橋宏樹（1）、佐藤正人（20）                | 賀内隆弘                                |
| 22 | 後藤洋（9）、武田晃（1）、小野川昭博（6）、福本信太郎（14）、広瀬勇人（7）、甘粕宏和（2）、高橋宏樹（2）、飯島俊成（10）、佐藤正人（21）                | 賀内隆弘                                |
| 23 | 飯島俊成（11）、小野川昭博（7）、長生淳（5）、佐藤正人（22）、中村俊哉（3）、福本信太郎（15）、甘粕宏和（3）、広瀬勇人（8）、中橋愛生（4）              | （なし）                                |

## 出演団体
| 回   | 団体名（演奏順）                         | 団体名（演奏順）                         | 団体名（演奏順）                                     | 団体名（演奏順）                     | 団体名（演奏順）         |
| 回   | 1                                        | 2                                        | 3                                                    | 4                                    | 5                        |
| ---- | ---------------------------------------- | ---------------------------------------- | ---------------------------------------------------- | ------------------------------------ | ------------------------ |
| 1    | 中央大学学友会文化連盟音楽研究会吹奏楽部 | 川越奏和奏友会吹奏楽団                   | 川口市・アンサンブルリベルテ吹奏楽団                 | 神奈川大学吹奏楽部                   | -                        |
| 2    | 浜松交響吹奏楽団                         | NEC玉川吹奏楽団                          | 川越奏和奏友会吹奏楽団                               | 土気シビックウィンドオーケストラ     | -                        |
| 3    | 関西学院大学応援団総部吹奏楽部           | 中央大学学友会文化連盟音楽研究会吹奏楽部 | 川口市・アンサンブルリベルテ吹奏楽団                 | NEC玉川吹奏楽団                      | 神奈川大学吹奏楽部       |
| 4    | 川越奏和奏友会吹奏楽団                   | 龍谷大学学友会学術文化局吹奏楽部         | 埼玉栄高等学校吹奏楽部                               | 川口市・アンサンブルリベルテ吹奏楽団 | 神奈川大学吹奏楽部       |
| 5    | 大津シンフォニックバンド                 | 川口市・アンサンブルリベルテ吹奏楽団     | 埼玉県立伊奈学園総合高等学校吹奏楽部                 | 川越奏和奏友会吹奏楽団               | 陸上自衛隊中央音楽隊     |
| 6    | 川越奏和奏友会吹奏楽団                   | グラールウインドオーケストラ             | 埼玉県立与野高等学校吹奏楽部                         | ヤマハ吹奏楽団浜松                   | 神奈川大学吹奏楽部       |
| 7    | 龍谷大学学友会学術文化局吹奏楽部         | 浜松交響吹奏楽団                         | 東海大学付属高輪台高等学校吹奏楽部                   | 川口市・アンサンブルリベルテ吹奏楽団 | 神奈川大学吹奏楽部       |
| 8    | 中央大学学友会文化連盟音楽研究会吹奏楽部 | 川越奏和奏友会吹奏楽団                   | 埼玉栄高等学校吹奏楽部                               | 神奈川大学吹奏楽部                   | 航空自衛隊航空中央音楽隊 |
| 9    | 駒澤大学吹奏楽部                         | 川口市・アンサンブルリベルテ吹奏楽団     | 川越奏和奏友会吹奏楽団                               | 大津シンフォニックバンド             | 神奈川大学吹奏楽部       |
| 10昼 | 川越奏和奏友会吹奏楽団                   | 龍谷大学学友会学術文化局吹奏楽部         | ヤマハ吹奏楽団浜松                                   | フィルハーモニック・ウインズ大阪     | -                        |
| 10夜 | 川口市・アンサンブルリベルテ吹奏楽団     | SHOBIz Pops Orchestra                    | 神奈川大学吹奏楽部                                   | 陸上自衛隊中央音楽隊                 | -                        |
| 11   | 川越奏和奏友会吹奏楽団                   | NTT東日本東京吹奏楽団                    | 春日部共栄中学・高等学校吹奏楽部                     | 川口市・アンサンブルリベルテ吹奏楽団 | 神奈川大学吹奏楽部       |
| 12   | 東京都立片倉高等学校吹奏楽部             | ヤマハ吹奏楽団浜松                       | 川越奏和奏友会吹奏楽団                               | 神奈川大学吹奏楽部                   | 海上自衛隊東京音楽隊     |
| 13   | 大津シンフォニックバンド                 | 龍谷大学学友会学術文化局吹奏楽部         | 柏市立酒井根中学校吹奏楽部                           | 川口市・アンサンブルリベルテ吹奏楽団 | 神奈川大学吹奏楽部       |
| 14   | 福島県立磐城高等学校吹奏楽部             | 川口市・アンサンブルリベルテ吹奏楽団     | 中央大学学友会文化連盟音楽研究会吹奏楽部             | 川越奏和奏友会吹奏楽団               | 陸上自衛隊中央音楽隊     |
| 15   | 川口市・アンサンブルリベルテ吹奏楽団     | 神奈川大学吹奏楽部                       | 東海大学付属高輪台高等学校吹奏楽部                   | 海上自衛隊東京音楽隊                 | -                        |
| 16   | 龍谷大学学友会学術文化局吹奏楽部         | 川越奏和奏友会吹奏楽団                   | 松戸市立第四中学校吹奏楽部                           | 神奈川大学吹奏楽部                   | 航空自衛隊航空中央音楽隊 |
| 17   | 東海大学吹奏楽研究会                     | 川越奏和奏友会吹奏楽団                   | 春日部共栄中学・高等学校吹奏楽部                     | 川口市・アンサンブルリベルテ吹奏楽団 | 神奈川大学吹奏楽部       |
| 18   | 川越奏和奏友会吹奏楽団                   | 浜松交響吹奏楽団                         | 柏市立酒井根中学校吹奏楽部                           | グラールウインドオーケストラ         | 神奈川大学吹奏楽部       |
| 19   | 川越奏和奏友会吹奏楽団                   | 東海大学吹奏楽研究会                     | 埼玉栄高等学校吹奏楽部                               | NTT東日本東京吹奏楽団                | 神奈川大学吹奏楽部       |
| 20   | 川越奏和奏友会吹奏楽団                   | 東京都立片倉高等学校吹奏楽部             | ヤマハ吹奏楽団                                       | 松戸市立第四中学校吹奏楽部           | 神奈川大学吹奏楽部       |
| 21   | 東海大学吹奏楽研究会                     | 大津シンフォニックバンド                 | 埼玉県立伊奈学園総合高等学校吹奏楽部                 | 川越奏和奏友会吹奏楽団               | 神奈川大学吹奏楽部       |
| 22   | 東海大学吹奏楽研究会                     | やまももシンフォニックバンド             | 東海大学菅生高等学校吹奏楽部                         | 川越奏和奏友会吹奏楽団               | 神奈川大学吹奏楽部       |
| 23   | 東海大学吹奏楽研究会                     | やまももシンフォニックバンド             | 千葉県立幕張総合高等学校シンフォニックオーケストラ部 | 川越奏和奏友会吹奏楽団               | 神奈川大学吹奏楽部       |
| 24   | 東海大学吹奏楽研究会                     | やまももシンフォニックバンド             | 八王子学園八王子高等学校吹奏楽部                     | 川越奏和奏友会吹奏楽団               | 神奈川大学吹奏楽部       |
| 25   | 東海大学吹奏楽研究会                     | やまももシンフォニックバンド             | 千葉県立幕張総合高等学校シンフォニックオーケストラ部 | 川越奏和奏友会吹奏楽団               | 神奈川大学吹奏楽部       |
| 26   | 川越奏和奏友会吹奏楽団                   | 埼玉栄高等学校吹奏楽部                   | 神奈川大学吹奏楽部                                   | やまももシンフォニックバンド         | -                        |

## 曲目
- 各団体名の後の（数字）は、“響宴”の出演回数。
- 下記表の響宴委嘱作品は、“響宴”による委嘱[5]を「響宴」、スクールバンド・プロジェクト委嘱[6]を「SP」と表記。
- 日本吹奏楽指導者協会（JBA）から賞を贈られた作品[7]には、下谷奨励賞(2007年から2015年まで)を「奨励」、JBA下谷賞(2016年から2019年まで)を「JBA」、佳作を「佳作」と表記。
- 備考欄の「ソロ、ゲスト等」は、各曲中の主なソロ担当者やゲストソリスト及びその他ゲスト出演者等を示す。

### 第1回～第5回
| 回 | 団体名 （指揮者）                                                       | 曲目 | 作曲者         | 響宴委嘱作品 | 備考                 |
| -- | ----------------------------------------------------------------------- | --- | -------------- | ------------ | -------------------- |
| 1  | 中央大学学友会文化連盟音楽研究会吹奏楽部（1） （林紀人）                | 『或る日の名残り』より「登場の音楽」 | 小長谷宗一     |              |                      |
| 1  | 中央大学学友会文化連盟音楽研究会吹奏楽部（1） （林紀人）                | Lux Aeterna（ルクス・エテルナ） | 後藤洋         |              |                      |
| 1  | 中央大学学友会文化連盟音楽研究会吹奏楽部（1） （林紀人）                | Sudden Winds | キム・コンヨン |              |                      |
| 1  | 中央大学学友会文化連盟音楽研究会吹奏楽部（1） （林紀人）                | かわいい女 | 田村文生       |              |                      |
| 1  | 中央大学学友会文化連盟音楽研究会吹奏楽部（1） （林紀人）                | グランドマーチ | 小長谷 宗一    |              |                      |
| 1  | 川越奏和奏友会吹奏楽団（1） （佐藤正人）                                | 祝典のためのコラール | 鈴木英史       |              |                      |
| 1  | 川越奏和奏友会吹奏楽団（1） （佐藤正人）                                | チェロキー | 久保太郎       |              |                      |
| 1  | 川越奏和奏友会吹奏楽団（1） （佐藤正人）                                | 海の詩 | 戸田顕         |              |                      |
| 1  | 川口市・アンサンブルリベルテ吹奏楽団（1） （近藤久敦）                  | フィエスタ | 秋 透          | 響宴         |                      |
| 1  | 川口市・アンサンブルリベルテ吹奏楽団（1） （近藤久敦）                  | Queen Phantom | 岡田吉邦       |              |                      |
| 1  | 川口市・アンサンブルリベルテ吹奏楽団（1） （近藤久敦）                  | 夢の花…、幻の花… | 飯島俊成       | 響宴         |                      |
| 1  | 川口市・アンサンブルリベルテ吹奏楽団（1） （近藤久敦）                  | ポルカマーチ（カーニヴァル・デイ） | 高昌帥         |              |                      |
| 1  | 神奈川大学吹奏楽部（1） （小澤俊朗）                                    | 吹奏楽のための組曲《1997》 〔I.ファンファーレ、II.子守歌、III.カプリチオ、IV.終曲〕                                                                                     | 菊池幸夫       | 響宴         |                      |
| 1  | 神奈川大学吹奏楽部（1） （小澤俊朗）                                    | 虹は碧き山々へ | 真島俊夫       |              |                      |
| 1  | 神奈川大学吹奏楽部（1） （小澤俊朗）                                    | 北川木挽歌による幻想曲 | 星出尚志       |              |                      |
| 2  | 浜松交響吹奏楽団（1） （浅田享）                                        | 祝典のための音楽 | 建部知弘       |              |                      |
| 2  | 浜松交響吹奏楽団（1） （浅田享）                                        | 吹奏楽のための「交響的典礼」 | 伊藤康英       |              |                      |
| 2  | 浜松交響吹奏楽団（1） （浅田享）                                        | 行進曲「シンコペーデット・ステップス」 | 橋本正昭       |              |                      |
| 2  | 浜松交響吹奏楽団（1） （浅田享）                                        | 巴里の幻影 〔1.サン・ジェルマン・デ・プレ、2.リュクサンブール公園の「メディシスの泉」、3.モンマルトルの丘 テルトル広場〜サクレ・クール寺院〕                            | 真島俊夫       |              |                      |
| 2  | NEC玉川吹奏楽団（1） （稲垣征夫）                                       | シンフォニックバンドのためのラプソディ | 平吉毅州       |              |                      |
| 2  | NEC玉川吹奏楽団（1） （稲垣征夫）                                       | WINGS | 後藤洋         |              |                      |
| 2  | NEC玉川吹奏楽団（1） （稲垣征夫）                                       | Spring field II | 織田英子       | 響宴         |                      |
| 2  | NEC玉川吹奏楽団（1） （稲垣征夫）                                       | Captain Marco（キャプテン・マルコ） | 広瀬勇人       |              |                      |
| 2  | 川越奏和奏友会吹奏楽団（2） （佐藤正人）                                | 奏楽 '98〜春の頌歌〜 | 飯島俊成       |              |                      |
| 2  | 川越奏和奏友会吹奏楽団（2） （佐藤正人）                                | ”AWAKENING（目覚め）” | 鈴木英史       |              |                      |
| 2  | 川越奏和奏友会吹奏楽団（2） （佐藤正人）                                | ウィンドアンサンブルのための“ドリーム” 〔1.眠りへ、2.奇妙な夢、3.何かに追われる夢、4.やさしい夢から目覚めへ〕                                                           | 小長谷宗一     | 響宴         |                      |
| 2  | 川越奏和奏友会吹奏楽団（2） （佐藤正人）                                | Emanacje i Medytacje（エマナチェ・イ・メディタチェ） | 天野正道       | 響宴         |                      |
| 2  | 土気シビックウインドオーケストラ（1） （加養浩幸）                      | 吹奏楽のためのバラードIV | 兼田敏         |              |                      |
| 2  | 土気シビックウインドオーケストラ（1） （加養浩幸）                      | No-time Release | 上田卓由       |              |                      |
| 2  | 土気シビックウインドオーケストラ（1） （加養浩幸）                      | 光耀（かがやき）の国から 〔古（いにしえ）より、子守歌、光耀の国から〕                                                                                                   | 田中賢         |              |                      |
| 3  | 関西学院大学応援団総部吹奏楽部（1） （楊鴻泰）                          | 祝典前奏曲 | 建部知弘       |              |                      |
| 3  | 関西学院大学応援団総部吹奏楽部（1） （楊鴻泰）                          | 「瞬間の記憶」〜ウインド・オーケストラのために〜 | 建部知弘       |              |                      |
| 3  | 関西学院大学応援団総部吹奏楽部（1） （楊鴻泰）                          | そして全ては失われた | 戸田顕         |              |                      |
| 3  | 中央大学学友会文化連盟音楽研究会吹奏楽部（2） （岩村力）                | 2e Ballet Chimerique（ドゥ ジェム バレエ シメリック） | 天野正道       |              | [ 注 9 ]             |
| 3  | 中央大学学友会文化連盟音楽研究会吹奏楽部（2） （岩村力）                | Morning Stars | 鈴木英史       |              |                      |
| 3  | 中央大学学友会文化連盟音楽研究会吹奏楽部（2） （岩村力）                | ウィンドオーケストラのための作品「風の民」 | 大城まき       |              |                      |
| 3  | 川口市・アンサンブルリベルテ吹奏楽団（2） （近藤久敦）                  | Lyric March | 小長谷宗一     |              |                      |
| 3  | 川口市・アンサンブルリベルテ吹奏楽団（2） （近藤久敦）                  | KA-GU-RA for Band | 福田洋介       |              | [ 注 10 ]            |
| 3  | 川口市・アンサンブルリベルテ吹奏楽団（2） （近藤久敦）                  | 〜九州民謡による組曲〜「風の詩」 〔幻想曲（ひえつき節による）、奇想曲（佐賀の田植唄による）、哀歌（福連木の子守唄による）、頌歌（筑後酒造唄による）〕                   | 飯島俊成       |              |                      |
| 3  | NEC玉川吹奏楽団（2） （稲垣征夫）                                       | 大仏と鹿 | 酒井格         |              |                      |
| 3  | NEC玉川吹奏楽団（2） （稲垣征夫）                                       | よだかの星 | 福島弘和       |              |                      |
| 3  | NEC玉川吹奏楽団（2） （稲垣征夫）                                       | コンサート・マーチ「未来都市」 | 松尾善雄       |              |                      |
| 3  | 神奈川大学吹奏楽部（2） （小澤俊朗）                                    | 吹奏楽のためのシンフォニア | 山内雅弘       |              |                      |
| 3  | 神奈川大学吹奏楽部（2） （小澤俊朗）                                    | 五つの沖縄民謡による組曲 〔1.てぃんさぐぬ花〜いったーあんまーまーかいがー、2.芭蕉布、3.安里屋ゆんた〜谷茶前〕                                                           | 真島俊夫       |              |                      |
| 4  | 川越奏和奏友会吹奏楽団（3） （佐藤正人）                                | 吹奏楽のための「光の祭典」 | 鈴木英史       |              |                      |
| 4  | 川越奏和奏友会吹奏楽団（3） （佐藤正人）                                | Voyage（ボヤージュ）〜ウィンドオーケストラのための〜 | 堀内貴晃       |              |                      |
| 4  | 川越奏和奏友会吹奏楽団（3） （佐藤正人）                                | ディメレンタスII | 八木澤教司     |              |                      |
| 4  | 川越奏和奏友会吹奏楽団（3） （佐藤正人）                                | 椎葉幻影 〜風の詩〜 | 飯島俊成       |              |                      |
| 4  | 龍谷大学学友会学術文化局吹奏楽部（1） （若林義人）                      | ダンス・セレブレーション | 建部知弘       |              |                      |
| 4  | 龍谷大学学友会学術文化局吹奏楽部（1） （若林義人）                      | 五月によせて | 保科洋         |              |                      |
| 4  | 龍谷大学学友会学術文化局吹奏楽部（1） （若林義人）                      | Mi-na-to | 酒井格         | 響宴         |                      |
| 4  | 龍谷大学学友会学術文化局吹奏楽部（1） （若林義人）                      | 太陽（ひ）は水平線に燃え上がる | 真島俊夫       |              |                      |
| 4  | 埼玉栄高等学校吹奏楽部（1） （大滝実）                                  | ウィンドアンサンブルのための音楽“子供の街” 〔 I.マーチ、II.遊びに、III.せみとり、IV.追っかけっこ、V.けんか、VI.ちょっぴり淋しい気分、 VII.夕暮れのみちを、VIII.マーチ〕 | 小長谷 宗一    |              |                      |
| 4  | 埼玉栄高等学校吹奏楽部（1） （大滝実）                                  | テルキナ ランド | 織田英子       | 響宴         |                      |
| 4  | 埼玉栄高等学校吹奏楽部（1） （大滝実）                                  | SYMPHONIC SOLITUDE | 鍋嶋豊         |              |                      |
| 4  | 川口市・アンサンブルリベルテ吹奏楽団（3） （近藤久敦）                  | セレモニアル・マーチ | 坂井貴祐       |              |                      |
| 4  | 川口市・アンサンブルリベルテ吹奏楽団（3） （近藤久敦）                  | 吹奏楽の為の「光の帝国」 | 坂田雅弘       |              |                      |
| 4  | 川口市・アンサンブルリベルテ吹奏楽団（3） （近藤久敦）                  | Into Space 大宇宙（おおぞら）へ 〔I.出発（たびだち）、II.流星群との出会い、III.不思議な星雲、IV.ブラック・ホール、 V.平和の海〕                                         | 田中賢         |              |                      |
| 4  | 神奈川大学吹奏楽部（3） （小澤俊朗）                                    | Jalan-jalan 〜神々の島の幻影〜 | 高橋伸哉       |              |                      |
| 4  | 神奈川大学吹奏楽部（3） （小澤俊朗）                                    | 丘の上のレイラ | 星出尚志       | 響宴         |                      |
| 4  | 神奈川大学吹奏楽部（3） （小澤俊朗）                                    | 瑜伽行中観 吾妻鏡異聞（ゆがぎょうちゅうがん あずまかがみのいぶん） | 天野正道       |              |                      |
| 4  | 神奈川大学吹奏楽部（3） （小澤俊朗）                                    | ジェラート・コン・カフェ | 真島俊夫       | 響宴         | [ ソロ、ゲスト等 1 ] |
| 5  | 大津シンフォニックバンド（1） （森島洋一）                              | 逍遥（しょうよう） | 飯島俊成       |              |                      |
| 5  | 大津シンフォニックバンド（1） （森島洋一）                              | 男鹿絹篩（おがきぬぶるい）－三つの叙情小曲－ 〔I.三吉神像、II.紫灯祭、III.男鹿国勝景〕                                                                                  | 阿部勇一       |              |                      |
| 5  | 大津シンフォニックバンド（1） （森島洋一）                              | 波に抱かれて〜海の詩〜 | 飯島俊成       |              |                      |
| 5  | 大津シンフォニックバンド（1） （森島洋一）                              | マーチ「未来の風」 | 小長谷宗一     |              |                      |
| 5  | 川口市・アンサンブルリベルテ吹奏楽団（4） （御法川雄矢）                | 西風の肖像 | 柳田孝義       |              |                      |
| 5  | 川口市・アンサンブルリベルテ吹奏楽団（4） （御法川雄矢）                | シャルロット －グロテスクなもの－ | 田村文生       |              |                      |
| 5  | 川口市・アンサンブルリベルテ吹奏楽団（4） （御法川雄矢）                | 懐想譜 | 保科洋         |              |                      |
| 5  | 川口市・アンサンブルリベルテ吹奏楽団（4） （御法川雄矢）                | 空と海のあいだに | 塩川眞市       | 響宴         |                      |
| 5  | 埼玉県立伊奈学園総合高等学校吹奏楽部（1）＜ゲスト:小編成＞ （宇畑知樹） | エンドレス・ドリーム | 加藤良幸       |              |                      |
| 5  | 埼玉県立伊奈学園総合高等学校吹奏楽部（1）＜ゲスト:小編成＞ （宇畑知樹） | 永遠の翼を持つイカルス | 鈴木英史       | 響宴         |                      |
| 5  | 埼玉県立伊奈学園総合高等学校吹奏楽部（1）＜ゲスト:小編成＞ （宇畑知樹） | フェスティバル組曲 〔I.パレード、II.セレモニー、III.フィエスタ〕 | 後藤洋         |              |                      |
| 5  | 埼玉県立伊奈学園総合高等学校吹奏楽部（1）＜ゲスト:小編成＞ （宇畑知樹） | 氷河特急 | 高橋伸哉       |              |                      |
| 5  | 川越奏和奏友会吹奏楽団（4） （佐藤正人）                                | オン・ステージ | 賀内隆弘       |              |                      |
| 5  | 川越奏和奏友会吹奏楽団（4） （佐藤正人）                                | Concerto Grosso（コンチェルト・グロッソ） | 天野正道       | 響宴         |                      |
| 5  | 川越奏和奏友会吹奏楽団（4） （佐藤正人）                                | In the Groove！ | 建部知弘       | 響宴         |                      |
| 5  | 川越奏和奏友会吹奏楽団（4） （佐藤正人）                                | 交響詩“空の精霊たち” | 小長谷宗一     |              |                      |
| 5  | 陸上自衛隊中央音楽隊（1）＜ゲスト＞ （武田晃）                          | 行進曲「凱旋」 | 堀 滝比呂      |              |                      |
| 5  | 陸上自衛隊中央音楽隊（1）＜ゲスト＞ （武田晃）                          | 無盡の石 | 松木敏晃       |              |                      |
| 5  | 陸上自衛隊中央音楽隊（1）＜ゲスト＞ （武田晃）                          | 三つのジャポニスム 〔I.鶴が舞う、II.雪の川、III.祭り〕 | 真島俊夫       |              |                      |

### 第6回～第10回
| 回           | 団体名 （指揮者）                                                                            | 曲目 | 作曲者       | 響宴委嘱作品 | 下谷賞 | 備考                 |
| ------------ | -------------------------------------------------------------------------------------------- | --- | ------------ | ------------ | ------ | -------------------- |
| 6            | 川越奏和奏友会吹奏楽団（5） （佐藤正人）                                                     | ファンファーレ“S-E-A” | 鈴木英史     |              |        |                      |
| 6            | 川越奏和奏友会吹奏楽団（5） （佐藤正人）                                                     | The Cerebration overture for rising -Flourish- | 天野正道     |              |        |                      |
| 6            | 川越奏和奏友会吹奏楽団（5） （佐藤正人）                                                     | グリューネヴァルト | 戸田顕       |              |        |                      |
| 6            | 川越奏和奏友会吹奏楽団（5） （佐藤正人）                                                     | 吹奏楽のための音詩「輝きの海へ」 | 八木澤教司   |              |        |                      |
| 6            | グラールウインドオーケストラ（1） （佐川聖二）                                               | 祝典のための前奏曲 | 坂井貴祐     |              |        |                      |
| 6            | グラールウインドオーケストラ（1） （佐川聖二）                                               | 失わざるべき記憶〜1945年8月6日〜（原爆ドームにて） | 飯島俊成     |              |        |                      |
| 6            | グラールウインドオーケストラ（1） （佐川聖二）                                               | 吹奏楽のための「Toward」 〔 I.ファンファーレ、II.アリア、III.トッカータとコラール〕 | 門脇治       |              |        |                      |
| 6            | 埼玉県立与野高等学校吹奏楽部（1）＜ゲスト:小編成＞ （齋藤淳）                                | 行進曲「ファンタジスタ」 | 黒川圭一     |              |        |                      |
| 6            | 埼玉県立与野高等学校吹奏楽部（1）＜ゲスト:小編成＞ （齋藤淳）                                | 北からの風よ | 福島弘和     |              |        |                      |
| 6            | 埼玉県立与野高等学校吹奏楽部（1）＜ゲスト:小編成＞ （齋藤淳）                                | “間奏曲 11.09.'01” | 建部知弘     |              |        |                      |
| 6            | 埼玉県立与野高等学校吹奏楽部（1）＜ゲスト:小編成＞ （齋藤淳）                                | 新しい時代を越えて | 内藤淳一     | 響宴         |        |                      |
| 6            | 埼玉県立与野高等学校吹奏楽部（1）＜ゲスト:小編成＞ （齋藤淳）                                | アトランティス | 高橋伸哉     | 響宴         |        |                      |
| 6            | ヤマハ吹奏楽団浜松（1）＜ゲスト＞ （河原哲也）                                               | 異国の祭典 フォリナーズパレード | 小長谷宗一   |              |        |                      |
| 6            | ヤマハ吹奏楽団浜松（1）＜ゲスト＞ （河原哲也）                                               | 星の船 | 西邑由記子   |              |        |                      |
| 6            | ヤマハ吹奏楽団浜松（1）＜ゲスト＞ （河原哲也）                                               | 翠風（すいふう）の光 〔I.Dolente（ドレンテ）、II.Larghetto（ラルゲット）、III.Moderato、IV.Vivo〕 | 長生淳       |              |        |                      |
| 6            | 神奈川大学吹奏楽部（4） （小澤俊朗）                                                         | ラ・グラン・マルシュ | 星出尚志     | 響宴         |        | [ ソロ、ゲスト等 2 ] |
| 6            | 神奈川大学吹奏楽部（4） （小澤俊朗）                                                         | MIRAGEIII Suite for Jazz Musicians and Band 〔I.チューンナップ、II.サムシング・ブルー、III.アフター・アワー〕                                                                                                | 真島俊夫     | 響宴         |        | [ ソロ、ゲスト等 3 ] |
| 7            | 龍谷大学学友会学術文化局吹奏楽部（2） （若林義人）                                           | フェスティバル プレリュード | 小長谷宗一   |              |        |                      |
| 7            | 龍谷大学学友会学術文化局吹奏楽部（2） （若林義人）                                           | Illumination 〜nostalgie de jeunesse〜 | 保科洋       |              |        |                      |
| 7            | 龍谷大学学友会学術文化局吹奏楽部（2） （若林義人）                                           | 遮光の反映 －吹奏楽のために | 中橋愛生     |              |        |                      |
| 7            | 龍谷大学学友会学術文化局吹奏楽部（2） （若林義人）                                           | Memorial March 2002 | 真島俊夫     |              |        |                      |
| 7            | 浜松交響吹奏楽団（2） （浅田享）                                                             | 「稜線の風」 －北アルプスの印象 | 八木澤教司   |              |        |                      |
| 7            | 浜松交響吹奏楽団（2） （浅田享）                                                             | ファンファーレIII 〜from Fantasy World〜 | 三浦秀秋     |              |        |                      |
| 7            | 浜松交響吹奏楽団（2） （浅田享）                                                             | ３つの海の情景 〔I.「夜明け」、II.「群島・波」、III.「航海」〕 | 鈴木英史     |              |        |                      |
| 7            | 東海大学付属高輪台高等学校吹奏楽部（1） （畠田貴生）                                         | ファンファーレ、入場とコラール | 内藤淳一     |              |        |                      |
| 7            | 東海大学付属高輪台高等学校吹奏楽部（1） （畠田貴生）                                         | 吹奏楽の為の《胡蝶の夢》 | 坂田雅弘     |              |        |                      |
| 7            | 東海大学付属高輪台高等学校吹奏楽部（1） （畠田貴生）                                         | Foojin－雷神 | 櫛田胅之扶   | 響宴         |        |                      |
| 7            | 川口市・アンサンブルリベルテ吹奏楽団（5） （福本信太郎）                                     | クラリタス－シンフォニックバンドのための断章 | 後藤洋       |              |        |                      |
| 7            | 川口市・アンサンブルリベルテ吹奏楽団（5） （福本信太郎）                                     | 吹奏楽のための叙事詩「ジャンヌ・ダルク」より | 坂井貴祐     |              |        |                      |
| 7            | 川口市・アンサンブルリベルテ吹奏楽団（5） （福本信太郎）                                     | 神の領域 カルナック | 阿部勇一     |              |        |                      |
| 7            | 神奈川大学吹奏楽部（5） （小澤俊朗）                                                         | La suite excentrique（スイート・エキセントリック） 〔第1楽章、第2楽章、第3楽章、第4楽章〕 | 天野正道     |              |        |                      |
| 7            | 神奈川大学吹奏楽部（5） （小澤俊朗）                                                         | KOREAN DANCE 〔I.プレリュード、II.パッサカリア、III.ロンドーフィナーレ〕 | 高昌帥       |              |        |                      |
| 8            | 中央大学学友会文化連盟音楽研究会吹奏楽部（3） （小塚類）                                     | 行進曲「風の音に乗って」 | 渡部哲哉     |              |        |                      |
| 8            | 中央大学学友会文化連盟音楽研究会吹奏楽部（3） （小塚類）                                     | Thread for wind orchestra | 寺井尚行     |              |        |                      |
| 8            | 中央大学学友会文化連盟音楽研究会吹奏楽部（3） （小塚類）                                     | ウインド・アンサンブルのための五章「ケンタウル祭の夜に…」〜宮澤賢治「銀河鉄道の夜」によせて 〔I.午後の授業、II.ジョバンニ、III.カンパネルラ（レクイエム）、IV.“ケンタウルス、露を降らせ！”、V.星めぐりの歌〕 | 建部知弘     |              |        |                      |
| 8            | 川越奏和奏友会吹奏楽団（6） （佐藤正人）                                                     | SALTY MUSIC | 三浦秀秋     |              |        |                      |
| 8            | 川越奏和奏友会吹奏楽団（6） （佐藤正人）                                                     | 音楽祭間奏曲 | 小長谷宗一   |              |        |                      |
| 8            | 川越奏和奏友会吹奏楽団（6） （佐藤正人）                                                     | 枯木のある風景 | 飯島俊成     |              |        |                      |
| 8            | 埼玉栄高等学校吹奏楽部（2） （大滝実）                                                       | さくらマーチ | 杉本幸一     |              |        |                      |
| 8            | 埼玉栄高等学校吹奏楽部（2） （大滝実）                                                       | その胸に抱け青雲の志 | 内藤淳一     |              |        |                      |
| 8            | 埼玉栄高等学校吹奏楽部（2） （大滝実）                                                       | 未来への飛行 | 本澤なおゆき |              |        |                      |
| 8            | 埼玉栄高等学校吹奏楽部（2） （大滝実）                                                       | 花の歌 | 福島弘和     |              |        |                      |
| 8            | 埼玉栄高等学校吹奏楽部（2） （大滝実）                                                       | アプローズ！ | 坂井貴祐     |              |        |                      |
| 8            | 神奈川大学吹奏楽部（6） （小澤俊朗）                                                         | MARCHE CAPRICE（マルシュ・カプリス） | 阿部勇一     |              |        |                      |
| 8            | 神奈川大学吹奏楽部（6） （小澤俊朗）                                                         | Secret Song | 北爪道夫     |              |        |                      |
| 8            | 神奈川大学吹奏楽部（6） （小澤俊朗）                                                         | 残酷メアリー | 田村文生     |              |        |                      |
| 8            | 航空自衛隊航空中央音楽隊（1） （松井徹生）                                                   | 行進曲「風のハーモニー」 | 松尾善雄     |              |        |                      |
| 8            | 航空自衛隊航空中央音楽隊（1） （松井徹生）                                                   | LEGEND Euphonium and Wind Ensemble | 津堅直弘     |              |        | [ ソロ、ゲスト等 4 ] |
| 8            | 航空自衛隊航空中央音楽隊（1） （松井徹生）                                                   | ペル・ソナーレ | 八木澤教司   |              |        |                      |
| 8            | 航空自衛隊航空中央音楽隊（1） （松井徹生）                                                   | Naval Bleu（ナヴァル・ブルー） | 真島俊夫     |              |        |                      |
| 9            | 駒沢大学吹奏楽部（1） （池上政人）                                                           | Infinito Fervore（インフィニト・フェルヴォーレ） | 阿部勇一     |              |        |                      |
| 9            | 駒沢大学吹奏楽部（1） （池上政人）                                                           | 「かごめかごめ」の主題による幻想曲 〜吹奏楽（17人編成）のための 〔I、II、III、〕 | 露木正登     | 響宴         |        |                      |
| 9            | 駒沢大学吹奏楽部（1） （池上政人）                                                           | 吹奏楽のための「風の身振り」 | 金井勇       |              |        |                      |
| 9            | 川口市・アンサンブルリベルテ吹奏楽団（6） （福本信太郎）                                     | 相授譚 〜相模原民話傳説「大猫ばやし」による〜 | 長生淳       |              |        |                      |
| 9            | 川口市・アンサンブルリベルテ吹奏楽団（6） （福本信太郎）                                     | 美しき二つの翼 | 真島俊夫     |              |        |                      |
| 9            | 川越奏和奏友会吹奏楽団（7） （佐藤正人）                                                     | マーチ“紙ひこうき” | 羽村知也     |              |        |                      |
| 9            | 川越奏和奏友会吹奏楽団（7） （佐藤正人）                                                     | セレナード | 森田一浩     | 響宴         |        |                      |
| 9            | 川越奏和奏友会吹奏楽団（7） （佐藤正人）                                                     | Symphonic Fragment | 南聡         |              |        |                      |
| 9            | 川越奏和奏友会吹奏楽団（7） （佐藤正人）                                                     | 音楽と朗読で綴る「あのときすきになったよ」 （文:薫くみこ） | 飯島俊成     |              |        | [ ソロ、ゲスト等 5 ] |
| 9            | 大津シンフォニックバンド（2） （森島洋一）                                                   | On The March | 片岡俊治     |              |        |                      |
| 9            | 大津シンフォニックバンド（2） （森島洋一）                                                   | 東雲（しののめ） | 星出尚志     |              |        |                      |
| 9            | 大津シンフォニックバンド（2） （森島洋一）                                                   | 吹奏楽のための風景詩「陽が昇るとき」より第一詩「衝動」 | 高昌帥       |              |        |                      |
| 9            | 神奈川大学吹奏楽部（7） （小澤俊朗）                                                         | 科戸の鵲巣（しなとのじゃくそう） －吹奏楽のための祝典序曲 | 中橋愛生     |              |        |                      |
| 9            | 神奈川大学吹奏楽部（7） （小澤俊朗）                                                         | ラクリメ、または涙 | 後藤洋       | 響宴         |        |                      |
| 9            | 神奈川大学吹奏楽部（7） （小澤俊朗）                                                         | 秋空への賛歌 | 保科洋       |              |        |                      |
| 10（昼の部） | 川越奏和奏友会吹奏楽団（8） （佐藤正人）                                                     | 奏楽V Symphonietta “Towards Spring” 〔第1楽章 Spring is here、第2楽章 The call of the Spring、第3楽章 Spring in all its glory〕                                                                              | 飯島俊成     |              |        |                      |
| 10（昼の部） | 川越奏和奏友会吹奏楽団（8） （佐藤正人）                                                     | I Will… 〜for Wind Ensemble〜 | 清水大輔     |              |        |                      |
| 10（昼の部） | 川越奏和奏友会吹奏楽団（8） （佐藤正人）                                                     | Concertino for Electoric Violin and Electoric Guitar | 天野正道     | 響宴         |        | [ ソロ、ゲスト等 6 ] |
| 10（昼の部） | 龍谷大学学友会学術文化局吹奏楽部（3） （若林義人）                                           | 落夏流穂（らっかりゅうすい） | 柳川和樹     |              |        |                      |
| 10（昼の部） | 龍谷大学学友会学術文化局吹奏楽部（3） （若林義人）                                           | ちびクラと吹奏楽の為のちっちゃな協奏曲 | 酒井格       | 響宴         |        | [ ソロ、ゲスト等 7 ] |
| 10（昼の部） | 龍谷大学学友会学術文化局吹奏楽部（3） （若林義人）                                           | 玻璃ぷりずむ －吹奏楽のためのテクナル・ミニマリズム | 中橋愛生     |              |        |                      |
| 10（昼の部） | ヤマハ吹奏楽団浜松（2） （客演指揮:レイ・E・クレーマー、小澤俊朗）                           | 行進曲「モーツァルトの時間」 | 高橋宏樹     |              |        |                      |
| 10（昼の部） | ヤマハ吹奏楽団浜松（2） （客演指揮:レイ・E・クレーマー、小澤俊朗）                           | Quadruple Quartet（クヮドゥルプル・クヮルテット） | 高昌帥       | 響宴         |        |                      |
| 10（昼の部） | ヤマハ吹奏楽団浜松（2） （客演指揮:レイ・E・クレーマー、小澤俊朗）                           | Muta in Concerto 〔I.Opening Baritone、II.Tenor Cantabile、III.Pop Step Alto、IV.Soprano Finale〕 | 石毛里佳     |              | 奨励   |                      |
| 10（昼の部） | フィルハーモニック・ウインズ大阪（1） （木村吉宏）                                           | 天空の檻 | 浪花英朗     |              |        |                      |
| 10（昼の部） | フィルハーモニック・ウインズ大阪（1） （木村吉宏）                                           | シンフォニック・ダンス 〔1.ルネサンス・ダンス、2.タンゴ、3.ホウダウン、4.盆をどり唄、5.ベリーダンス〕 | 福田洋介     |              |        |                      |
| 10（夜の部） | 川口市・アンサンブルリベルテ吹奏楽団（7） （客演指揮:リンダ・ムーアハウス、指揮:福本信太郎） | 祝典の為のファンファーレとコラール | 坂田雅弘     |              |        |                      |
| 10（夜の部） | 川口市・アンサンブルリベルテ吹奏楽団（7） （客演指揮:リンダ・ムーアハウス、指揮:福本信太郎） | コロポックルの棲む渓谷「神居古潭」（カムイコタン） | 八木澤教司   |              |        |                      |
| 10（夜の部） | 川口市・アンサンブルリベルテ吹奏楽団（7） （客演指揮:リンダ・ムーアハウス、指揮:福本信太郎） | 鳳凰が舞う | 真島俊夫     |              |        |                      |
| 10（夜の部） | SHOBIz Pops Orchestra（1） （客演指揮:真島俊夫、指揮:佐藤正人）                              | “Eau!” -オー！- （ビッグバンド版） | 真島俊夫     | 響宴         |        | [ 注 12 ]            |
| 10（夜の部） | SHOBIz Pops Orchestra（1） （客演指揮:真島俊夫、指揮:佐藤正人）                              | “Mio” -ミオ- （ビッグバンド版） | 天野正道     | 響宴         |        |                      |
| 10（夜の部） | SHOBIz Pops Orchestra（1） （客演指揮:真島俊夫、指揮:佐藤正人）                              | “Sole” -ソレ- （ビッグバンド版） | 星出尚志     | 響宴         |        |                      |
| 10（夜の部） | SHOBIz Pops Orchestra（1） （客演指揮:真島俊夫、指揮:佐藤正人）                              | “Eau!” -オー！- （吹奏楽版） | 真島俊夫     | 響宴         |        | [ 注 13 ]            |
| 10（夜の部） | SHOBIz Pops Orchestra（1） （客演指揮:真島俊夫、指揮:佐藤正人）                              | “Mio” -ミオ- （吹奏楽版） | 天野正道     | 響宴         |        | [ 注 14 ]            |
| 10（夜の部） | SHOBIz Pops Orchestra（1） （客演指揮:真島俊夫、指揮:佐藤正人）                              | “Sole” -ソレ- （吹奏楽版） | 星出尚志     | 響宴         |        | [ 注 15 ]            |
| 10（夜の部） | 神奈川大学吹奏楽部（8） （小澤俊朗）                                                         | ウインドオーケストラのための「時間（とき）が空間（そら）を舞う」 | 寺井尚行     | 響宴         |        |                      |
| 10（夜の部） | 神奈川大学吹奏楽部（8） （小澤俊朗）                                                         | 吹奏楽のためのバラード | 阿部亮太郎   |              |        |                      |
| 10（夜の部） | 神奈川大学吹奏楽部（8） （小澤俊朗）                                                         | アイヌ民謡「イヨマンテ」の主題による変奏曲 | 福島弘和     |              | 奨励   |                      |
| 10（夜の部） | 陸上自衛隊中央音楽隊（2） （武田晃）                                                         | 行進曲「飛翔」 | 井澗昌樹     |              |        |                      |
| 10（夜の部） | 陸上自衛隊中央音楽隊（2） （武田晃）                                                         | Symphonic GAME 〔1:G、2:A、3:M、4:E〕 | 朴守賢       |              |        |                      |
| 10（夜の部） | 陸上自衛隊中央音楽隊（2） （武田晃）                                                         | グレート・ウェーブ －冨嶽三十六景「神奈川沖浪裏」（かながわおきなみうら）－ | 高橋伸哉     | 響宴         |        |                      |

### 第11回～第15回
| 回 | 団体名 （指揮者）                                          | 曲目 | 作曲者     | 響宴委嘱作品 | 下谷賞 | 備考                  |
| -- | ---------------------------------------------------------- | --- | ---------- | ------------ | ------ | --------------------- |
| 11 | 川越奏和奏友会吹奏楽団（9） （佐藤正人）                   | ライト・オブ・ザ・ワールド | 正門研一   |              |        |                       |
| 11 | 川越奏和奏友会吹奏楽団（9） （佐藤正人）                   | ヴォルケーノ―吹奏楽の行進曲 | 諏訪雅彦   |              |        |                       |
| 11 | 川越奏和奏友会吹奏楽団（9） （佐藤正人）                   | 呼び声は空の彼方より | 後藤洋     |              |        |                       |
| 11 | 川越奏和奏友会吹奏楽団（9） （佐藤正人）                   | マーチ「ブランニュー・デイ」 | 福田洋介   |              | 佳作   |                       |
| 11 | NTT東日本東京吹奏楽団（1） （山田昌弘）                    | イッツ・ショータイム！ | 船本孝宏   |              |        |                       |
| 11 | NTT東日本東京吹奏楽団（1） （山田昌弘）                    | 雲に架かる橋 | 酒井格     |              |        |                       |
| 11 | NTT東日本東京吹奏楽団（1） （山田昌弘）                    | Spring is coming, with East Wind | 飯島俊成   |              |        |                       |
| 11 | NTT東日本東京吹奏楽団（1） （山田昌弘）                    | キトラ | 高橋伸哉   |              |        |                       |
| 11 | 春日部共栄中学・高等学校吹奏楽部（1） （都賀城太郎）       | 「オマージュ」〜潤いは全てに生命を与えた〜 | 渡部哲哉   |              |        |                       |
| 11 | 春日部共栄中学・高等学校吹奏楽部（1） （都賀城太郎）       | スーホの白い馬〜語りと音楽のための〜 | 福島弘和   |              |        | [ ソロ、ゲスト等 8 ]  |
| 11 | 川口市・アンサンブルリベルテ吹奏楽団（8） （福本信太郎）   | Claps Gold | 石毛里佳   |              |        |                       |
| 11 | 川口市・アンサンブルリベルテ吹奏楽団（8） （福本信太郎）   | 「ナルシスの変貌」 －サルバドール・ダリに寄せて | 八木澤教司 |              |        |                       |
| 11 | 川口市・アンサンブルリベルテ吹奏楽団（8） （福本信太郎）   | Mindscape for Wind Orchestra | 高昌帥     |              | 奨励   |                       |
| 11 | 神奈川大学吹奏楽部（9） （小澤俊朗）                       | ひとひらの空 | 長生淳     | 響宴         |        |                       |
| 11 | 神奈川大学吹奏楽部（9） （小澤俊朗）                       | 吹奏楽のための小品 | 新垣隆     |              |        | [ 注 17 ]             |
| 11 | 神奈川大学吹奏楽部（9） （小澤俊朗）                       | オデッセイ －永遠の瞬間へ－ | 真島俊夫   |              | 奨励   |                       |
| 12 | 東京都立片倉高等学校吹奏楽部（1） （馬場正英）             | Skyblue Fanfare | 柿崎希夢   |              |        |                       |
| 12 | 東京都立片倉高等学校吹奏楽部（1） （馬場正英）             | スラブ風組曲 〔I、II、III〕 | 田丸和弥   |              |        |                       |
| 12 | 東京都立片倉高等学校吹奏楽部（1） （馬場正英）             | ファンタズマ・ルナーレ〜月光の中の幻影 | 後藤洋     |              | 佳作   |                       |
| 12 | 東京都立片倉高等学校吹奏楽部（1） （馬場正英）             | “The Courage” －真の勇気とは－ | 小長谷宗一 |              | 奨励   |                       |
| 12 | ヤマハ吹奏楽団浜松（3） （客演指揮:新田ユリ）              | 「アルルカンの謝肉祭」 －ジョアン・ミロに寄せて | 八木澤教司 |              |        |                       |
| 12 | ヤマハ吹奏楽団浜松（3） （客演指揮:新田ユリ）              | ”大樹の歌” -日本とブラジルの友好の年輪へ- マリンバとバンドの為の協奏曲 〔I.航海、II.郷愁、III.結実の祭り〕 | 真島俊夫   |              |        | [ ソロ、ゲスト等 9 ]  |
| 12 | 川越奏和奏友会吹奏楽団（10） （佐藤正人）                  | 銀河鉄道の夜 〜吹奏楽、合唱、ナレーションによる音楽童話〜 〔序奏、1.祭りの準備、2.ケンタウル祭、3.丘の頂、4.銀河ステーション、5.北十字、6.難破船からの乗客、7.蝎の火、8.サウザンクロス、9.石炭袋、10.エピローグ〕 | 菊池幸夫   | 響宴         |        | [ ソロ、ゲスト等 10 ] |
| 12 | 神奈川大学吹奏楽部（10） （小澤俊朗）                      | 吹奏楽のための「賛歌」〜悠久の時を超えて〜 | 延原正生   |              | 佳作   |                       |
| 12 | 神奈川大学吹奏楽部（10） （小澤俊朗）                      | 閾下の桜樹（いきかのおうじゅ） －吹奏楽のための | 中橋愛生   |              | 奨励   |                       |
| 12 | 神奈川大学吹奏楽部（10） （小澤俊朗）                      | サーカスタウン・パレード・マーチ | 高橋宏樹   |              |        |                       |
| 12 | 海上自衛隊東京音楽隊（1） （2等海佐 熊崎博幸）             | 木曜日の行進曲 | 片岡俊治   |              |        |                       |
| 12 | 海上自衛隊東京音楽隊（1） （2等海佐 熊崎博幸）             | 朱鷺悲譚 | 伊藤高明   |              |        |                       |
| 12 | 海上自衛隊東京音楽隊（1） （2等海佐 熊崎博幸）             | BRISA LATINA 〜ラテンのそよ風 | 宮川成治   |              |        |                       |
| 12 | 海上自衛隊東京音楽隊（1） （2等海佐 熊崎博幸）             | 行進曲「剱（つるぎ）の光」 | 酒井格     |              |        |                       |
| 13 | 大津シンフォニックバンド（3） （森島洋一）                 | 沓掛（くつかけ）の情景 | 辻峰拓     |              |        |                       |
| 13 | 大津シンフォニックバンド（3） （森島洋一）                 | ハンガリー民謡の主題による変奏曲 | 平岡聖     |              |        |                       |
| 13 | 大津シンフォニックバンド（3） （森島洋一）                 | 「大唐西域記」より第二章 －屈支国にて－（クチャにて） | 阿部勇一   |              |        |                       |
| 13 | 龍谷大学学友会学術文化局吹奏楽部（4） （若林義人）         | ”Six Sticks” for Three Snare Drums and Band | 小長谷宗一 |              |        |                       |
| 13 | 龍谷大学学友会学術文化局吹奏楽部（4） （若林義人）         | てぃーだ | 酒井格     |              |        |                       |
| 13 | 龍谷大学学友会学術文化局吹奏楽部（4） （若林義人）         | ＜スペース・グラデーション＞ウインド・オーケストラのための -op.138 | 大前哲     |              |        |                       |
| 13 | 千葉県柏市立酒井根中学校吹奏楽部（1） （須藤卓眞）         | パシフィック序曲 | 松下倫士   |              |        |                       |
| 13 | 千葉県柏市立酒井根中学校吹奏楽部（1） （須藤卓眞）         | フェアウェル・マーチ | 濱崎大吾   |              |        |                       |
| 13 | 千葉県柏市立酒井根中学校吹奏楽部（1） （須藤卓眞）         | 清流賛歌 | 高橋伸哉   |              | 佳作   |                       |
| 13 | 千葉県柏市立酒井根中学校吹奏楽部（1） （須藤卓眞）         | ビジテリアン大祭 | 福島弘和   | 響宴         |        |                       |
| 13 | 川口市・アンサンブルリベルテ吹奏楽団（9） （福本信太郎）   | 道化師の踊り | 堀内俊男   |              |        |                       |
| 13 | 川口市・アンサンブルリベルテ吹奏楽団（9） （福本信太郎）   | 「優位な曲線」 －ヴァシリー・カンディンスキーに寄せて | 八木澤教司 |              | 佳作   |                       |
| 13 | 川口市・アンサンブルリベルテ吹奏楽団（9） （福本信太郎）   | カプレーティとモンテッキ 〜「ロメオとジュリエット」その愛と死〜 | 天野正道   |              | 奨励   |                       |
| 13 | 神奈川大学吹奏楽部（11） （小澤俊朗）                      | 谺響（こだま）する時の峡谷 －吹奏楽のための交唱的序曲 | 中橋愛生   |              | 奨励   |                       |
| 13 | 神奈川大学吹奏楽部（11） （小澤俊朗）                      | 星屑の揺蕩い 〜吹奏楽のための | 江原大介   |              |        |                       |
| 13 | 神奈川大学吹奏楽部（11） （小澤俊朗）                      | －コンサート・マーチ－「東風 -こち-」 | 真島俊夫   |              |        |                       |
| 14 | 福島県立磐城高等学校吹奏楽部（1） （根本直人）             | マーチ「ブライト・サンシャイン」 | 松下倫士   |              |        |                       |
| 14 | 福島県立磐城高等学校吹奏楽部（1） （根本直人）             | 交響的詩曲「地獄変」 | 福島弘和   |              |        |                       |
| 14 | 福島県立磐城高等学校吹奏楽部（1） （根本直人）             | 交響詩「母なる北方の大地－すべての生命を讃えて」 | 八木澤教司 |              | 奨励   |                       |
| 14 | 川口市・アンサンブルリベルテ吹奏楽団（10） （福本信太郎）  | Full Blast | 石毛里佳   | 響宴         |        |                       |
| 14 | 川口市・アンサンブルリベルテ吹奏楽団（10） （福本信太郎）  | I Love the 207 | 酒井格     |              | 奨励   |                       |
| 14 | 川口市・アンサンブルリベルテ吹奏楽団（10） （福本信太郎）  | Deux Situations 〔1樂章、2樂章〕 | 天野正道   |              |        |                       |
| 14 | 中央大学学友会文化連盟音楽研究会吹奏楽部（4） （佐川聖二） | 「フレイム」 クラリネットと吹奏楽のための協奏曲 | 江原大介   |              |        | [ ソロ、ゲスト等 11 ] |
| 14 | 中央大学学友会文化連盟音楽研究会吹奏楽部（4） （佐川聖二） | Bye Bye Violet | 井澗昌樹   |              |        |                       |
| 14 | 中央大学学友会文化連盟音楽研究会吹奏楽部（4） （佐川聖二） | 蒼（あお）き景（ひかり）の彼方に | 建部知弘   |              |        |                       |
| 14 | 川越奏和奏友会吹奏楽団（11） （佐藤正人）                  | カルカソンヌの城 | 広瀬勇人   | 響宴         |        |                       |
| 14 | 川越奏和奏友会吹奏楽団（11） （佐藤正人）                  | ブルーコーナー | 金山徹     |              |        |                       |
| 14 | 川越奏和奏友会吹奏楽団（11） （佐藤正人）                  | そして時は動き出す －太鼓と吹奏楽のための祝典序曲 | 中橋愛生   |              |        | [ ソロ、ゲスト等 12 ] |
| 14 | 陸上自衛隊中央音楽隊（3） （武田晃）                       | マーチ・プログレス | 椎葉大翼   |              |        |                       |
| 14 | 陸上自衛隊中央音楽隊（3） （武田晃）                       | 受容 〜此の岸と彼の岸の狭間〜 | 飯島俊成   | 響宴         |        |                       |
| 14 | 陸上自衛隊中央音楽隊（3） （武田晃）                       | ニライカナイの海から | 真島俊夫   |              |        |                       |
| 15 | 川口市・アンサンブルリベルテ吹奏楽団（11） （福本信太郎）  | 行進曲「明日への絆」 | 松尾善雄   | 響宴         |        |                       |
| 15 | 川口市・アンサンブルリベルテ吹奏楽団（11） （福本信太郎）  | アストロラーベ | 清水大輔   |              |        |                       |
| 15 | 川口市・アンサンブルリベルテ吹奏楽団（11） （福本信太郎）  | フォレストスケープ | 山本雅一   |              |        |                       |
| 15 | 川口市・アンサンブルリベルテ吹奏楽団（11） （福本信太郎）  | パッサカリアとトッカータ | 福島弘和   |              | 奨励   |                       |
| 15 | 神奈川大学吹奏楽部（12） （小澤俊朗）                      | Humoresque（ユーモレスク） | 高昌帥     |              | 奨励   |                       |
| 15 | 神奈川大学吹奏楽部（12） （小澤俊朗）                      | 「大唐西域記」より 第三章 〜凌山より大清池へ〜 | 阿部勇一   |              |        |                       |
| 15 | 神奈川大学吹奏楽部（12） （小澤俊朗）                      | ”SKY HIGH” for Wind Orchestra and Solo Marimba | 竹島悟史   |              |        | [ ソロ、ゲスト等 13 ] |
| 15 | 東海大学付属高輪台高等学校吹奏楽部（2） （畠田貴生）       | 丘の上の古城 | 堀田庸元   |              |        |                       |
| 15 | 東海大学付属高輪台高等学校吹奏楽部（2） （畠田貴生）       | タイ北部民謡による狂詩曲「ラン・パーン」 | 八木澤教司 | 響宴         |        |                       |
| 15 | 東海大学付属高輪台高等学校吹奏楽部（2） （畠田貴生）       | シテール島への船出 | 坂田雅弘   |              |        |                       |
| 15 | 東海大学付属高輪台高等学校吹奏楽部（2） （畠田貴生）       | KAMUI-MINTARA 〜神々の遊ぶ庭〜 | 高橋宏樹   |              |        |                       |
| 15 | 海上自衛隊東京音楽隊（2） （2等海佐 河邊一彦）             | 行進曲「南を守る鳥」 | 酒井格     |              |        |                       |
| 15 | 海上自衛隊東京音楽隊（2） （2等海佐 河邊一彦）             | Saxophone Chansonnet（サクソフォン・シャンソネット） – Concerto 〔I.フーガ、II.ミュゼット、III.子守唄･･･夢、IV.パレード〕                                                                                         | 福田洋介   |              |        | [ ソロ、ゲスト等 14 ] |
| 15 | 海上自衛隊東京音楽隊（2） （2等海佐 河邊一彦）             | 吹奏楽の為の組曲「ウィンド・カラーズ」 〔I.アンシェント・タイム、II.ウォーキング・タイム、III.ドリーミング・タイム、IV.サーカス・タイム〕                                                                         | 渡部哲哉   |              |        |                       |
| 15 | 海上自衛隊東京音楽隊（2） （2等海佐 河邊一彦）             | マーチ「シャッフル！」 | 三國浩平   |              |        |                       |

### 第16回～第20回
| 回 | 団体名 （指揮者）                                               | 曲目 | 作曲者       | 響宴委嘱作品 | 下谷賞 | 備考                  |
| -- | --------------------------------------------------------------- | --- | ------------ | ------------ | ------ | --------------------- |
| 16 | 龍谷大学学友会学術文化局吹奏楽部（5） （若林義人）              | フェスティヴァル・ファンファーレ                                                                        | 坂田雅弘     |              |        |                       |
| 16 | 龍谷大学学友会学術文化局吹奏楽部（5） （若林義人）              | シンフォニックダンス                                                                                    | 福島弘和     |              | 奨励   |                       |
| 16 | 龍谷大学学友会学術文化局吹奏楽部（5） （若林義人）              | 白の月に舞う                                                                                            | 朴守賢       |              |        |                       |
| 16 | 龍谷大学学友会学術文化局吹奏楽部（5） （若林義人）              | カラフル                                                                                                | 井澗昌樹     |              |        |                       |
| 16 | 川越奏和奏友会吹奏楽団（12） （佐藤正人）                       | 行進曲「理想の海へ」                                                                                    | 清水大輔     |              |        |                       |
| 16 | 川越奏和奏友会吹奏楽団（12） （佐藤正人）                       | ファイヴ・コンビネーション                                                                              | 鹿野草平     |              |        |                       |
| 16 | 川越奏和奏友会吹奏楽団（12） （佐藤正人）                       | フォー クラリネッターズ (Four Clarineters)                                                              | 小長谷宗一   |              |        |                       |
| 16 | 川越奏和奏友会吹奏楽団（12） （佐藤正人）                       | 「ニルマル・ヒルダイ」 〜マザーの微笑みに包まれて…                                                      | 八木澤教司   |              |        |                       |
| 16 | 松戸市立第四中学校吹奏楽部（1） （須藤卓眞）                    | サニー・デイ                                                                                            | 渡部哲哉     |              |        |                       |
| 16 | 松戸市立第四中学校吹奏楽部（1） （須藤卓眞）                    | 架空のゲームファンタジーへの音楽 「フランチェスカの鐘」                                                 | 内藤淳一     | 響宴         |        |                       |
| 16 | 松戸市立第四中学校吹奏楽部（1） （須藤卓眞）                    | Variations of 4:00 a.m.                                                                                 | 三浦秀秋     |              |        |                       |
| 16 | 松戸市立第四中学校吹奏楽部（1） （須藤卓眞）                    | 華燭の灯るとき 〔I、II、III〕                                                                           | 平岡聖       |              |        |                       |
| 16 | 神奈川大学吹奏楽部（13） （小澤俊朗、志村健一）                 | Prelude and Fugue 〔Prelude、Fugue〕                                                                    | 堀田庸元     |              | 奨励   |                       |
| 16 | 神奈川大学吹奏楽部（13） （小澤俊朗、志村健一）                 | 翡翠（ひすい） – JADE                                                                                   | 福田洋介     |              |        |                       |
| 16 | 神奈川大学吹奏楽部（13） （小澤俊朗、志村健一）                 | サイバー・アポカリプス                                                                                  | 星出尚志     | 響宴         |        | [ ソロ、ゲスト等 15 ] |
| 16 | 航空自衛隊航空中央音楽隊（2） （2等空佐 水科克夫）              | 夕焼けリバースJB急行 〜ハイドン・バリエーション・メタモルフォーゼ                                       | 伊左治直     |              |        |                       |
| 16 | 航空自衛隊航空中央音楽隊（2） （2等空佐 水科克夫）              | 嵯峨野 〜ソプラノと吹奏楽のために〜                                                                     | 河邊一彦     |              |        | [ ソロ、ゲスト等 16 ] |
| 16 | 航空自衛隊航空中央音楽隊（2） （2等空佐 水科克夫）              | MIRAGE IV                                                                                               | 真島俊夫     |              |        |                       |
| 17 | 東海大学吹奏楽研究会（1） （福本信太郎）                        | “Catch the Sunshine!” for Band                                                                          | 建部知弘     |              |        |                       |
| 17 | 東海大学吹奏楽研究会（1） （福本信太郎）                        | 「相馬流山」（そうまながれやま）の主題による変奏曲                                                      | 福島弘和     |              |        |                       |
| 17 | 東海大学吹奏楽研究会（1） （福本信太郎）                        | 時に道は美し                                                                                            | 長生淳       |              |        |                       |
| 17 | 川越奏和奏友会吹奏楽団（13） （佐藤正人）                       | 蒼氓愛歌（そうぼうあいか） 〜三つの異なる表現で〜 〔1.序、2.舞、3.歌〕                                  | 清水大輔     |              |        |                       |
| 17 | 川越奏和奏友会吹奏楽団（13） （佐藤正人）                       | 燃え上がる緑                                                                                            | 大嶋浩太郎   |              |        |                       |
| 17 | 川越奏和奏友会吹奏楽団（13） （佐藤正人）                       | ザ・レヴュー                                                                                            | 星出尚志     |              |        |                       |
| 17 | 春日部共栄中学・高等学校吹奏楽部（2） （都賀城太郎）            | レールウェイ                                                                                            | 高橋伸哉     | SP           |        |                       |
| 17 | 春日部共栄中学・高等学校吹奏楽部（2） （都賀城太郎）            | 大地の詩 〔1.前奏曲、2.詩、3.舞曲〕                                                                     | 高橋宏樹     | SP           |        |                       |
| 17 | 春日部共栄中学・高等学校吹奏楽部（2） （都賀城太郎）            | 雷神 〜ソロパーカッションと吹奏楽のための協奏曲                                                         | 高昌帥       |              |        | [ ソロ、ゲスト等 17 ] |
| 17 | 川口市・アンサンブルリベルテ吹奏楽団（12） （林紀人）           | 「リヤン・エテルネル」 〜浄められた天使たちの愛                                                         | 八木澤教司   |              |        |                       |
| 17 | 川口市・アンサンブルリベルテ吹奏楽団（12） （林紀人）           | アルト・サクソフォンとバンドのための“ソング アンド ダンス”                                              | 河邊一彦     |              |        | [ ソロ、ゲスト等 18 ] |
| 17 | 川口市・アンサンブルリベルテ吹奏楽団（12） （林紀人）           | Lento Lamentoso -すべての涙のなかに、希望がある(ボーヴォワール)–                                        | 真島俊夫     |              | 奨励   |                       |
| 17 | 神奈川大学吹奏楽部（14） （小澤俊朗）                           | クロックワイズ・トイズ                                                                                  | 槇尭史       |              |        |                       |
| 17 | 神奈川大学吹奏楽部（14） （小澤俊朗）                           | 吹奏楽のための組曲 “ヨコスカの海と風” 〔I.戦艦、II.歌、III.どぶ板通り〕                                 | 小長谷宗一   |              |        | [ ソロ、ゲスト等 19 ] |
| 17 | 神奈川大学吹奏楽部（14） （小澤俊朗）                           | 行進曲「博奕岬（ばくちみさき）の光」                                                                    | 酒井格       |              | 奨励   |                       |
| 18 | 川越奏和奏友会吹奏楽団（14） （佐藤正人）                       | fanfare for wind orchestra “In Triumph”（イン・トライアンフ）                                           | 下田和輝     |              |        |                       |
| 18 | 川越奏和奏友会吹奏楽団（14） （佐藤正人）                       | 海の歌                                                                                                  | 福田洋介     |              |        |                       |
| 18 | 川越奏和奏友会吹奏楽団（14） （佐藤正人）                       | 不条理 Absurdity, why?（アブサーディティ、ホワイ？）                                                    | 飯島俊成     |              |        |                       |
| 18 | 川越奏和奏友会吹奏楽団（14） （佐藤正人）                       | 吹奏楽のための交響的断章                                                                                | 福島弘和     |              | 奨励   |                       |
| 18 | 浜松交響吹奏楽団（3） （浅田享）                                | アストロラーブ製作所                                                                                    | 伊左治直     |              |        |                       |
| 18 | 浜松交響吹奏楽団（3） （浅田享）                                | Oneiros（オネイロス）                                                                                   | 保科洋       | SP           |        |                       |
| 18 | 浜松交響吹奏楽団（3） （浅田享）                                | デカンショ・ラプソディ                                                                                  | 酒井格       |              | 奨励   |                       |
| 18 | 浜松交響吹奏楽団（3） （浅田享）                                | コンサートマーチ「海原を越えて」                                                                        | 渡邉大海     |              |        |                       |
| 18 | 千葉県柏市立酒井根中学校吹奏楽部（2） （犬塚禎浩）              | セレモニアル・ファンファーレ                                                                            | 内藤友樹     |              |        |                       |
| 18 | 千葉県柏市立酒井根中学校吹奏楽部（2） （犬塚禎浩）              | Lament                                                                                                  | 松下倫士     |              |        |                       |
| 18 | 千葉県柏市立酒井根中学校吹奏楽部（2） （犬塚禎浩）              | ソナチネ                                                                                                | 河邊一彦     |              |        |                       |
| 18 | 千葉県柏市立酒井根中学校吹奏楽部（2） （犬塚禎浩）              | 季（とき）のまど                                                                                        | 長生淳       | SP           |        |                       |
| 18 | グラールウインドオーケストラ（2） （天野正道）                  | 邯鄲（かんたん）の夢                                                                                    | 八木澤教司   |              |        |                       |
| 18 | グラールウインドオーケストラ（2） （天野正道）                  | 神々の系図 〜神と人間が共存する土地へ〜                                                                 | 清水大輔     |              |        |                       |
| 18 | グラールウインドオーケストラ（2） （天野正道）                  | AMPLITUDE（アンプリチュード）                                                                           | 本多俊之     |              |        |                       |
| 18 | 神奈川大学吹奏楽部（15） （小澤俊朗）                           | 行進曲「イーグル・アンド・ソード」                                                                      | 星出尚志     |              |        |                       |
| 18 | 神奈川大学吹奏楽部（15） （小澤俊朗）                           | ゆりのねゆらり                                                                                          | 井澗昌樹     |              |        |                       |
| 18 | 神奈川大学吹奏楽部（15） （小澤俊朗）                           | Respiration                                                                                             | 堀田庸元     |              |        |                       |
| 18 | 神奈川大学吹奏楽部（15） （小澤俊朗）                           | Windjammer                                                                                              | 真島俊夫     |              |        |                       |
| 19 | 川越奏和奏友会吹奏楽団（15） （指揮:佐藤正人、客演指揮:大滝実） | マーチ“海の護りびと”                                                                                    | 小長谷宗一   |              |        |                       |
| 19 | 川越奏和奏友会吹奏楽団（15） （指揮:佐藤正人、客演指揮:大滝実） | そして静けさは森の中へ・・・Alterna Version                                                             | 天野正道     |              |        | [ ソロ、ゲスト等 20 ] |
| 19 | 川越奏和奏友会吹奏楽団（15） （指揮:佐藤正人、客演指揮:大滝実） | Loci of Starlight 〔I、II、III〕                                                                        | 飯島俊成     |              |        |                       |
| 19 | 東海大学吹奏楽研究会（2） （福本信太郎）                        | この優しく、暖かい世界 〜アンディ・カウフマンのための音楽〜                                             | 清水大輔     |              | JBA    |                       |
| 19 | 東海大学吹奏楽研究会（2） （福本信太郎）                        | 銀河ステーション                                                                                        | 山本雅一     |              |        |                       |
| 19 | 東海大学吹奏楽研究会（2） （福本信太郎）                        | Mont Fuji                                                                                               | 真島俊夫     |              |        |                       |
| 19 | 埼玉栄高等学校吹奏楽部（3） （奥章）                            | ウインド・アンサンブルのための《シャドー・ソング》                                                      | 後藤洋       | SP           |        |                       |
| 19 | 埼玉栄高等学校吹奏楽部（3） （奥章）                            | 吹奏楽のためのセレナーデ                                                                                | 福島弘和     | SP           |        |                       |
| 19 | 埼玉栄高等学校吹奏楽部（3） （奥章）                            | 風神 〜The Wind,featuring 雷神〜The Orchestra                                                           | 内藤淳一     |              |        |                       |
| 19 | NTT東日本東京吹奏楽団（2） （山田昌弘）                         | 吹奏楽のためのブラスロック組曲第一番 〔I.Sunrise to Sunset、II.Passed Summer、III.Constellation's Jam〕 | 金山徹       |              |        | [ ソロ、ゲスト等 21 ] |
| 19 | NTT東日本東京吹奏楽団（2） （山田昌弘）                         | Luna | 今村愛紀     |              |        |                       |
| 19 | 神奈川大学吹奏楽部（16） （小澤俊朗）                           | このみち－吹奏楽のための                                                                                | 日景貴文     |              |        |                       |
| 19 | 神奈川大学吹奏楽部（16） （小澤俊朗）                           | 聖なる約束の地へ                                                                                        | 坂田雅弘     |              |        |                       |
| 19 | 神奈川大学吹奏楽部（16） （小澤俊朗）                           | 行進曲「南鳥島の光」                                                                                    | 酒井格       |              | JBA    |                       |
| 20 | 川越奏和奏友会吹奏楽団（16） （佐藤正人）                       | 20th Anniverture                                                                                        | 高橋宏樹     |              |        |                       |
| 20 | 川越奏和奏友会吹奏楽団（16） （佐藤正人）                       | 『フラクタル』より「未来への旅路」                                                                      | 鹿野草平     |              |        |                       |
| 20 | 川越奏和奏友会吹奏楽団（16） （佐藤正人）                       | L'être-pour-autrui（レトル・プール・オートゥリー）                                                      | 天野正道     | 響宴         |        | [ 注 18 ]             |
| 20 | 東京都立片倉高等学校吹奏楽部（2） （馬場正英）                  | DaJa 〜南部地方盆唄「ナニャドヤラ」による〜                                                             | 下田和輝     |              | JBA    |                       |
| 20 | 東京都立片倉高等学校吹奏楽部（2） （馬場正英）                  | 星降る夜                                                                                                | 坂井貴祐     | SP           |        |                       |
| 20 | 東京都立片倉高等学校吹奏楽部（2） （馬場正英）                  | 「永劫の翼」〜ジョン・フレミングの法則                                                                  | 八木澤教司   |              |        |                       |
| 20 | ヤマハ吹奏楽団 （海老原光）                                     | 交響詩「ヌーナ」                                                                                        | 阿部勇一     |              | JBA    |                       |
| 20 | ヤマハ吹奏楽団 （海老原光）                                     | 桃源郷フィフティーン 〔I.オーヴァーチュア・ファンキネス、II.桃源郷、III.フィフティーン〕                | 朴守賢       |              |        |                       |
| 20 | ヤマハ吹奏楽団 （海老原光）                                     | Tropical Breeze for Solo Alto Saxophone and Band                                                        | 渡邉大海     |              |        | [ ソロ、ゲスト等 22 ] |
| 20 | 松戸市立第四中学校吹奏楽部（2） （須藤卓眞）                    | マジェスティック・スターズ                                                                              | 本澤なおゆき |              |        |                       |
| 20 | 松戸市立第四中学校吹奏楽部（2） （須藤卓眞）                    | 希望岬にて                                                                                              | 川辺真       |              |        |                       |
| 20 | 松戸市立第四中学校吹奏楽部（2） （須藤卓眞）                    | 山河の舞                                                                                                | 福田洋介     | SP           |        |                       |
| 20 | 松戸市立第四中学校吹奏楽部（2） （須藤卓眞）                    | ワンダー・ワンダー                                                                                      | 三浦秀秋     |              |        |                       |
| 20 | 神奈川大学吹奏楽部（17） （小澤俊朗）                           | Partita for Wind Orchestra（パルティータ・フォー・ウィンド・オーケストラ）                              | 福島弘和     |              |        |                       |
| 20 | 神奈川大学吹奏楽部（17） （小澤俊朗）                           | Smouldering Sonority for Symphonic Band                                                                 | 中橋愛生     |              |        |                       |
| 20 | 特別演奏:神奈川大学吹奏楽部 （小澤俊朗）                        | Windjammer                                                                                              | 真島俊夫     |              |        |                       |

### 第21回～第25回
| 回 | 団体名 （指揮者）                                                 | 曲目                                                                                         | 作曲者      | 響宴委嘱作品 | 下谷賞 | 備考 |
| -- | ----------------------------------------------------------------- | -------------------------------------------------------------------------------------------- | ----------- | ------------ | ------ | ---- |
| 21 | 東海大学吹奏楽研究会（3） （福本信太郎）                          | コンサートマーチ「カーニバル・パレード」                                                     | 河邊一彦    |              |        |      |
| 21 | 東海大学吹奏楽研究会（3） （福本信太郎）                          | 吹奏楽のための群青                                                                           | 福田洋介    |              |        |      |
| 21 | 東海大学吹奏楽研究会（3） （福本信太郎）                          | Chirche for Wind Orchestra（チルチェ・フォー・ウィンド・オーケストラ）                       | 高昌帥      |              |        |      |
| 21 | 大津シンフォニックバンド（4） （森島洋一）                        | 吹奏楽のための交響的序曲                                                                     | 三原寛志    |              |        |      |
| 21 | 大津シンフォニックバンド（4） （森島洋一）                        | 静かの海                                                                                     | 酒井格      |              | JBA    |      |
| 21 | 大津シンフォニックバンド（4） （森島洋一）                        | 黎明（れいめい）のエスキース                                                                 | 阿部勇一    |              |        |      |
| 21 | 埼玉県立伊奈学園総合高等学校吹奏楽部（2） （宇畑知樹）            | Juvenile（ジュヴナイル）                                                                     | 今村愛紀    |              |        |      |
| 21 | 埼玉県立伊奈学園総合高等学校吹奏楽部（2） （宇畑知樹）            | スクールバンド交響曲 〔I.Allegro、II.Andante、III.Menuetto、IV.Presto〕                      | 三浦秀秋    | SP           |        |      |
| 21 | 埼玉県立伊奈学園総合高等学校吹奏楽部（2） （宇畑知樹）            | 選ばれし者 〜ヤマタノオロチ伝説によるファンタジー〜                                          | 松下倫士    |              | JBA    |      |
| 21 | 川越奏和奏友会吹奏楽団（17） （佐藤正人）                         | 吹奏楽のための序曲「チアーズ！」                                                             | 下田和輝    |              |        |      |
| 21 | 川越奏和奏友会吹奏楽団（17） （佐藤正人）                         | Star Trails                                                                                  | 堀田庸元    |              |        |      |
| 21 | 川越奏和奏友会吹奏楽団（17） （佐藤正人）                         | あなたとワルツを踊りたい                                                                     | 野呂望      |              |        |      |
| 21 | 神奈川大学吹奏楽部（18） （小澤俊朗）                             | レスポンソリウム・ハルモニクス                                                               | 台信遼      |              |        |      |
| 21 | 神奈川大学吹奏楽部（18） （小澤俊朗）                             | Sinfonia for Wind Orchestra                                                                  | 中村匡寿    |              |        |      |
| 21 | 神奈川大学吹奏楽部（18） （小澤俊朗）                             | MIRAGE V（ミラージュ・サンク）                                                               | 真島俊夫    |              |        |      |
| 22 | 東海大学吹奏楽研究会（4） （福本信太郎）                          | 祝典序曲「光、高鳴り」                                                                       | 朴守賢      |              |        |      |
| 22 | 東海大学吹奏楽研究会（4） （福本信太郎）                          | あたふた行進曲                                                                               | 土屋憲靖    |              |        |      |
| 22 | 東海大学吹奏楽研究会（4） （福本信太郎）                          | Comet                                                                                        | 堀田庸元    |              |        |      |
| 22 | やまももシンフォニックバンド（1） （甘粕宏和）                    | Water Heart 〜一筋の流れに導かれて〜                                                         | 下田和輝    |              |        |      |
| 22 | やまももシンフォニックバンド（1） （甘粕宏和）                    | 暁天を渡る月の舟                                                                             | 渡部哲哉    |              |        |      |
| 22 | やまももシンフォニックバンド（1） （甘粕宏和）                    | 舞踏幻想「ハンヤ」                                                                           | 福島弘和    |              | JBA    |      |
| 22 | 東海大学菅生高等学校吹奏楽部（1） （加島貞夫）                    | メトロポリス                                                                                 | 河邊一彦    |              |        |      |
| 22 | 東海大学菅生高等学校吹奏楽部（1） （加島貞夫）                    | 吹奏楽のための狂詩曲 〜九頭龍大神（くずりゅうおおかみ）の伝説による                          | 近藤礼隆    |              | JBA    |      |
| 22 | 東海大学菅生高等学校吹奏楽部（1） （加島貞夫）                    | ヴィンクロ・エテルノ                                                                         | 八木澤教司  |              |        |      |
| 22 | 川越奏和奏友会吹奏楽団（18） （佐藤正人）                         | 北の彗星                                                                                     | 林大地      |              |        |      |
| 22 | 川越奏和奏友会吹奏楽団（18） （佐藤正人）                         | われらをめぐる海 〜レイチェル・カーソンに捧ぐ〜                                              | 阿部勇一    |              |        |      |
| 22 | 神奈川大学吹奏楽部（19） （中村俊哉）                             | 天空を駆ける風神雷神 〔I.Style、II.Accent、III.Symmetry（シンメトリー）、IV.Contrast〕       | 広瀬正憲    |              |        |      |
| 22 | 神奈川大学吹奏楽部（19） （中村俊哉）                             | 水面に映るグラデーションの空                                                                 | 芳賀傑      |              |        |      |
| 22 | 特別演奏:神奈川大学吹奏楽部 （小澤俊朗）                          | MIRAGE V                                                                                     | 真島俊夫    |              |        |      |
| 23 | 東海大学吹奏楽研究会 （福本信太郎）                               | インフィニティ 〜ブルーインパルスの為に〜                                                    | 和田信      |              |        |      |
| 23 | 東海大学吹奏楽研究会 （福本信太郎）                               | 吹奏楽のための組曲第2番「イル・フィラート」 〔I、II、III、IV〕                               | 高昌帥      |              |        |      |
| 23 | やまももシンフォニックバンド （甘粕宏和）                         | 「烏山頭」 〜東洋一のダム建設物語                                                            | 八木澤教司  |              |        |      |
| 23 | やまももシンフォニックバンド （甘粕宏和）                         | 狂詩曲 〜飛彈の祝い唄「めでた」による幻想                                                    | 江原大介    |              |        |      |
| 23 | やまももシンフォニックバンド （甘粕宏和）                         | 羽ばたけ高く大空へ                                                                           | 金山徹      |              |        |      |
| 23 | 千葉県立幕張総合高等学校シンフォニックオーケストラ部 （伊藤巧真） | グラヴィテーショナル・ウェーブ                                                               | 石川健人    |              |        |      |
| 23 | 千葉県立幕張総合高等学校シンフォニックオーケストラ部 （伊藤巧真） | Jacaranda Mimosifolia（ジャカランダ・ミモシフォリア）                                        | 西邑由記子  | SP           |        |      |
| 23 | 千葉県立幕張総合高等学校シンフォニックオーケストラ部 （伊藤巧真） | ガラシャ                                                                                     | 河邊一彦    |              |        |      |
| 23 | 川越奏和奏友会吹奏楽団 （佐藤正人）                               | 海のトライアングル                                                                           | 林大地      |              |        |      |
| 23 | 川越奏和奏友会吹奏楽団 （佐藤正人）                               | 吹奏楽のための協奏曲 第1番 〔I.Andante espressivo,Allegro、II.Adagio、III.Allegro energico〕 | 野呂望      |              |        |      |
| 23 | 神奈川大学吹奏楽部 （中村俊哉）                                   | Landscape 草原の詩                                                                           | 福島弘和    |              |        |      |
| 23 | 神奈川大学吹奏楽部 （中村俊哉）                                   | Le Grand（ル・グラン）                                                                       | 阿部俊祐    |              |        |      |
| 24 | 東海大学吹奏楽研究会 （福本 信太郎）                              | 再会のファンファーレ                                                                         | 平山雄一    |              |        |      |
| 24 | 東海大学吹奏楽研究会 （福本 信太郎）                              | 喜色満海                                                                                     | 長生淳      |              |        |      |
| 24 | やまももシンフォニックバンド （甘粕 宏和）                        | 光陰の蔦                                                                                     | 今村 愛紀   |              |        |      |
| 24 | やまももシンフォニックバンド （甘粕 宏和）                        | たかが流れ去る光芒のパーティクル                                                             | 中川峻彰    |              |        |      |
| 24 | やまももシンフォニックバンド （甘粕 宏和）                        | 空を削るもの                                                                                 | 清水大輔    |              |        |      |
| 24 | 八王子学園八王子高等学校吹奏楽部 （高梨 晃）                      | 森の精霊                                                                                     | 塩見康史    |              |        |      |
| 24 | 八王子学園八王子高等学校吹奏楽部 （高梨 晃）                      | コルマールの物語 －シストと幸せ願う母から－                                                  | 上野友裕    |              |        |      |
| 24 | 八王子学園八王子高等学校吹奏楽部 （高梨 晃）                      | 不朽の大樹                                                                                   | 八木澤教司  |              |        |      |
| 24 | 川越奏和奏友会吹奏楽団 （佐藤 正人）                              | 行進曲「桜雲」                                                                               | 井澗昌樹    |              |        |      |
| 24 | 川越奏和奏友会吹奏楽団 （佐藤 正人）                              | 交響詩「河越」                                                                               | 阿部勇一    |              |        |      |
| 24 | 神奈川大学吹奏楽部 （中村 俊哉）                                  | アブソリュート・グラディエント                                                               | 平岡聖      |              |        |      |
| 24 | 神奈川大学吹奏楽部 （中村 俊哉）                                  | 祝いの宴                                                                                     | 小田実結子  |              |        |      |
| 24 | 神奈川大学吹奏楽部 （中村 俊哉）                                  | まじなひ その参                                                                              | 高昌帥      |              |        |      |
| 25 | 東海大学吹奏楽研究会 （福本 信太郎）                              | 祝福のマリンタウンー吹奏楽のために                                                           | 矢藤学      |              |        |      |
| 25 | 東海大学吹奏楽研究会 （福本 信太郎）                              | おとのは―吹奏楽のための―                                                                     | 後藤元信    |              |        |      |
| 25 | 東海大学吹奏楽研究会 （福本 信太郎）                              | ティアエスの祈り～奏楽は靡き星は煌めく                                                       | 片岡寛晶    |              |        |      |
| 25 | やまももシンフォニックバンド（甘粕 宏和）                         | 大地の声                                                                                     | 根岸淳也    |              |        |      |
| 25 | やまももシンフォニックバンド（甘粕 宏和）                         | 吹奏楽のためのシンフォニエッタ                                                               | 葛西竜之介  |              |        |      |
| 25 | やまももシンフォニックバンド（甘粕 宏和）                         | ア・ニュー・チャプター・イン・マイ・ライフ・ビギンズ・ナウ！                                 | 得本和音    |              |        |      |
| 25 | 千葉県立幕張総合高等学校シンフォニックオーケストラ部（伊藤巧真）  | 引き出しの中の「更新」曲                                                                     | 野呂望      |              |        |      |
| 25 | 千葉県立幕張総合高等学校シンフォニックオーケストラ部（伊藤巧真）  | ボイジャー・プログラム -太陽系を超えて-                                                      | 下田和輝    |              |        |      |
| 25 | 千葉県立幕張総合高等学校シンフォニックオーケストラ部（伊藤巧真）  | Composition for Wind Orchestra                                                               | 福島弘和    |              |        |      |
| 25 | 千葉県立幕張総合高等学校シンフォニックオーケストラ部（伊藤巧真）  | 序奏とアレグロ                                                                               | 菊池幸夫    | SP           |        |      |
| 25 | 川越奏和奏友会吹奏楽団 （佐藤 正人）                              | 沈黙の海                                                                                     | 白岩優拓    |              |        |      |
| 25 | 川越奏和奏友会吹奏楽団 （佐藤 正人）                              | Reunion                                                                                      | 今村愛紀    |              |        |      |
| 25 | 川越奏和奏友会吹奏楽団 （佐藤 正人）                              | 悠遠の羇旅～芭蕉の歩いた出羽路                                                               | 八木澤 教司 |              |        |      |
| 25 | 神奈川大学吹奏楽部 （中村 俊哉）                                  | Arc…                                                                                         | 中嶋達郎    |              |        |      |
| 25 | 神奈川大学吹奏楽部 （中村 俊哉）                                  | Suite no.3 for Wind Orchestra “SPARTACUS”                                                    | 高昌帥      |              |        |      |

### 第26回
| 回 | 団体名 （指揮者）                          | 曲目                                                 | 作曲者      | 響宴委嘱作品 | 下谷賞 | 備考                  |
| -- | ------------------------------------------ | ---------------------------------------------------- | ----------- | ------------ | ------ | --------------------- |
| 26 | 川越奏和奏友会吹奏楽団 （佐藤 正人）       | 夏の訪れ                                             | 長谷川 匠   |              |        |                       |
| 26 | 川越奏和奏友会吹奏楽団 （佐藤 正人）       | 桜の森の満開の下                                     | 佐藤 信人   |              |        |                       |
| 26 | 川越奏和奏友会吹奏楽団 （佐藤 正人）       | 時を紡ぐ歌                                           | 野呂 望     |              |        |                       |
| 26 | 川越奏和奏友会吹奏楽団 （佐藤 正人）       | 工場夜景－吹奏楽のための                             | 得本 和音   |              |        |                       |
| 26 | 川越奏和奏友会吹奏楽団 （佐藤 正人）       | グローリア～ ブクステフーデの主題による幻想曲        | 福田 洋介   |              |        |                       |
| 26 | 埼玉栄高等学校吹奏楽部 （金井 良弘）       | 吹奏楽のための前奏曲                                 | 姫野 七弦   |              |        |                       |
| 26 | 埼玉栄高等学校吹奏楽部 （金井 良弘）       | 星屑の島～ウインドアンサンブルのための小組曲～       | 尾崎 一成   |              |        |                       |
| 26 | 埼玉栄高等学校吹奏楽部 （金井 良弘）       | アガスティア                                         | 八木澤 教司 |              |        |                       |
| 26 | 埼玉栄高等学校吹奏楽部 （金井 良弘）       | あゝ黄昏の奏楽に魅せられ～打楽器奏者と吹奏楽のために | 片岡 寛晶   |              |        |                       |
| 26 | 神奈川大学吹奏楽部 （保科 洋）             | アルビレオ（改訂版）                                 | 保科洋      |              |        |                       |
| 26 | 神奈川大学吹奏楽部 （保科 洋）             | ユーフォニアムと吹奏楽のための《巫女の舞》           | 保科洋      |              |        | [ ソロ、ゲスト等 23 ] |
| 26 | 神奈川大学吹奏楽部 （保科 洋）             | Lamentation To…                                      | 保科洋      |              |        |                       |
| 26 | やまももシンフォニックバンド （甘粕 宏和） | 願いがこだまするところ                               | 日景 貴文   |              |        |                       |
| 26 | やまももシンフォニックバンド （甘粕 宏和） | 組曲「異なる３つの小品」                             | 近藤 悠介   |              |        |                       |
| 26 | やまももシンフォニックバンド （甘粕 宏和） | りんどうの花へ                                       | 芳賀 傑     |              |        |                       |
| 26 | やまももシンフォニックバンド （甘粕 宏和） | 脆性ノスタルジア                                     | 冷水乃栄流  |              |        |                       |
| 26 | やまももシンフォニックバンド （甘粕 宏和） | 吹奏楽のための「おじゃれ」～八丈島民謡による幻想曲   | 福島 弘和   |              |        |                       |

### ソロ、ゲスト等
1. ↑  ゲストコンダクター:真島俊夫。ゲストドラマー:阿野次男。
2. ↑  ゲスト:オルガン:江尻弘子。
3. ↑  ゲスト:Tp.数原晋、A.Sx.田中靖人、Tb.フレッド・シモンズ、Gt.田附透、Bs.明光院正人、Drs.阿野次男。
4. ↑  Euph.ソロ:外囿祥一郎。
5. ↑  語り:水野潤子。
6. ↑  エレクトリック・ヴァイオリン:筒木聡美、エレクトリック・ギター:堤博明。
7. ↑  E♭クラリネット:小谷口直子。
8. ↑  ナレーション:武谷藍子。
9. ↑  マリンビスト:名倉誠人。
10. ↑  ゲスト ナレーション:水野潤子、合唱:川越市立仙波小学校合唱隊、埼玉県立松山女子高等学校音楽部、埼玉県立川越高等学校合唱部、埼玉県立松伏高等学校合唱部。
11. ↑  ゲストコンダクター:福本信太郎、クラリネット:佐川聖二。
12. ↑  ゲスト 太鼓ドラマー:ヒダノ修一。
13. ↑  マリンバソリスト:藤井むつ子。
14. ↑  サクソフォンソリスト:2等海曹 関水優子。
15. ↑  ドラムス:そうる透、E.ベース:明光院正人。
16. ↑  ソプラノ:三宅由佳莉。
17. ↑  打楽器ソリスト:寺山朋子。
18. ↑  アルトサクソフォーンソリスト:福本信太郎。
19. ↑  サイドパイプ奏者:海上自衛隊横須賀音楽隊 3等海曹 増田光賴。
20. ↑  客演指揮:大滝実。
21. ↑  A.Sax.:金山徹、Trp.:遠山拓志、E.Bass:松永敦、Trb.:忍田耕一、Drs.:阪本純志。
22. ↑  アルトサクソフォン ソロ:土岐光秀（ヤマハ吹奏楽団首席）。
23. ↑  ユーフォニアムソロ: 小久保まい